# 500 五番街
500 フィフス・アヴェニュー（500 Fifth Avenue、500 五番街（500 ごばんがい））は、ニューヨーク市マンハッタン区西42丁目にある超高層ビルである。
500 五番街は Walter J. Salmon, Sr. によって建設された60階立て212 mのアールデコ様式のオフィスビルである。ブライアント・パークに隣接し、このビルの隣には同じくSalmon, Sr.によって建てられたサーモン・タワー・ビル (en) がある。
エンパイアステートビルと同じく、 Shreve Lamb & Harmon Associates によって設計され、1931年に竣工した。